# Tarmslyng
Tarmslyng (lat.: ileus) henviser til en tilstand, hvor passagen af tarmindhold er blokeret.
Tarmslyng opdeles i mekanisk og paralytisk ileus.

## Patofysiologi
Mekanisk ileus kan bl.a. skyldes 
- sammenvoksning af tarmslynger, hvorved hulrummet i tarmen indsnævres pga. træk eller skub fra de øvrige tarmslynger. Dette kan forårsages af tidligere operation eller betændelse med abnorm opheling af bindevævet i bughulen,
- brok, hvor et tarmstykke har gennembrudt bugvæggen og derved bliver klemt sammen i hullet i bugvæggen,
- tumorer, der hindrer tarmpassagen,
- drejning af et stykke tarm rundt om en struktur i bughulen (f.eks. sig selv eller tarmkrøset) – dette kaldes volvulus,
- en stor galdesten eller andet, der udfylder hulrummet i tarmen.

Paralytisk ileus defineres som tarmslyng, hvor der ikke foreligger en mekanisk forhindring af tarmpassagen som ovenfor. Paralytisk ileus kan bl.a. skyldes 
- betændelsestilstande i bughulen,
- bakteriel infektion i bughinden,
- blindtarmsbetændelse,
- perforeret mavesår,
- akut betændelse i bugspytkirtlen,
- tumorer,
- ophørt blodforsyning til tarmen,
- sten i urinlederen.

Mekanismen ved paralytisk ileus er ikke helt klarlagt, men man mener, at det skyldes fejl i samspillet mellem tarmens nervesystem og de cirkulerende hormoner i blodet.

## Symptomer
- Smerter, ofte diffuse kolikagtige smerter, der varer 2-3 minutter og derefter svinder hen igen. Bliver smerterne konstante er det et tegn på strangulation.
- Opkastninger, specielt ved tyndtarmsileus. Hyppige og kraftige opkastninger af tiltagende størrelse. Det ændres gradvist fra ventrikel- , til duodenal- for til sidst at være fækalopkastning (brunligt og ildelugtende tyndtarmsindhold).
- Manglende afførings- og luftafgang.
- Delvis udspiling af tarmen. I den orale del af tarmen bliver der ophobet store mængder af væske og luft, som udfylder tarmen, menes den anale del af tarmen er tom og slap.[2]

## Behandling

### Konservativ
- Aflastning ved at der lægges en duodonal sonde
- Væske- og elektrolyt behandling. Specielt obs. på kalium.
- Observation. Specielt obs. på peritonitis, strangulation og shock. Dertil måles blodtryk, puls, temperatur, diurese og væske indtag og udgift monitoreres(væskeskema).

### Kirurgisk
Hos alle patienter hvor strangulation ikke kan udelukkes eller hvor der
er risiko for akut kolonobstruktion. Det må under operationen vurderes om
skaderne på tarmen er reversible. Hvis ikke skal det beskadigede tarmstykke
reseceres og de to tarmender anastomeres 